# Fundación Ecología y Desarrollo
La Fundación Ecología y Desarrollo (ECODES) es una organización española privada sin ánimo de lucro, establecida en Zaragoza en marzo de 1992. Desde su creación, trabaja para impulsar un nuevo modelo de sociedad enfocado los conceptos que le da nombre, promoviendo para ello las alianzas entre los tres actores del cambio: la sociedad civil, el sector empresarial y las administraciones públicas.
La organización surgió a iniciativa de un grupo de profesionales con experiencia en movimientos ciudadanos y políticos: Jerónimo Blasco Jáuregui (Presidente), José Luis Batalla Carilla (Vicepresidente), José Manuel Marraco Espinós (Secretario), Víctor Viñuales Edo (Vocal) y Rafael López Insausti (Vocal).
A lo largo de su trayectoria ECODES ha centrado sus esfuerzos en promover el diálogo y la colaboración entre diversos actores para avanzar en la transición hacia una economía verde, inclusiva, responsable y socialmente justa. Para ello, promueve una nueva gobernanza basada en la construcción de puentes y alianzas estratégicas.
La organización cuenta con un equipo de profesionales especializados en disciplinas científicas y sociales, operando desde el ámbito local hasta el global. En el cumplimiento de su misión, ECODES interviene directamente en proyectos y también apoya iniciativas y actores externos que contribuyen a la protección del medio ambiente, la conservación de la biodiversidad y el uso sostenible de los recursos naturales.

## Historia
El origen de ECODES en 1992 está íntimamente ligado a la Cumbre de la Tierra de Río de Janeiro, que dio lugar a una declaración sobre medioambiente y desarrollo que marcó un nuevo paradigma en el discurso y la acción en torno al ecologismo. Fue un momento decisivo en las negociaciones internacionales al incorporarse, por primera vez, el concepto de sostenibilidad a la agenda global.
Este enfoque se plasmó en el propósito inicial de la entidad de contribuir al desarrollo sostenible mediante la generación de alternativas ecológicamente sostenibles, socialmente justas y económicamente viables.
Desde entonces, la fundación ha evolucionado conforme lo ha hecho la sociedad, adaptando su estrategia y proyectos a las prioridades del momento, con una visión enfocada en la consecución del bienestar para todas las personas dentro de los límites planetarios y abordando de manera integrada la dimensión económica, ambiental y social de la sostenibilidad.
Aunque inició sus actividades en Zaragoza y Aragón -abordando cuestiones como la gestión del agua y los residuos, la protección de espacios naturales, la ordenación territorial, el urbanismo y la energía- con los años, amplió su ámbito de actuación a nivel nacional en España, así como en Europa y Latinoamérica, llegando a establecer una oficina en Nicaragua.
En 2015, las Naciones Unidas establecieron una doble agenda global para la humanidad: el Acuerdo de París y los Objetivos de Desarrollo Sostenible (ODS). ECODES hace suya esta ambiciosa agenda, dedicando sus esfuerzos a alcanzar estos objetivos con la mayor rapidez y eficacia posibles. Ello requiere cambios profundos en normativas, tecnologías y hábitos. Por ello, ECODES articula su acción en tres líneas complementarias: transformar las políticas públicas, promover el mercado de la sostenibilidad y cambiar los valores culturales.
Entre sus valores y enfoques metodológicos destacan la innovación continua en aspectos normativos, tecnológicos y sociales; la promoción de la justicia social y una transición justa que no deje a nadie atrás, evidenciada en iniciativas contra la pobreza energética; la mediación en conflictos socioambientales; la construcción de alianzas y la cooperación con administraciones públicas, empresas, ONG y ciudadanos; un enfoque propositivo orientado a crear nuevas realidades y soluciones; y el reconocimiento y respeto por el trabajo de otras entidades, entendiendo la diversidad de caminos hacia la sostenibilidad.

## Iniciativas y proyectos destacados
A lo largo de sus más de treinta años de trayectoria, ECODES ha impulsado y participado en diversas iniciativas, muchas de ellas pioneras en España o Iberoamérica, entre las que se incluyen:
- Inversión Socialmente Responsable (ISR). Promoción del primer fondo de Inversión Socialmente Responsable (ISR) presentado en España (Renta 4 ECOFONDO FIM) en 1999.
- Análisis ASG. Única entidad española que realizó el análisis Ambiental, Social y de Gobierno Corporativo (análisis ASG) de las grandes empresas de la bolsa española y mundial, con más de 120 empresas analizadas entre 1999 y 2017.
- Iniciativa Social de Mediación.[2] Impulsó la Iniciativa Social de Mediación que logró un acuerdo por unanimidad en dos graves y largos conflictos del agua: el de Santaliestra y el del Matarraña.
- Contrato del río Matarraña. [3]Promoción del primer contrato de río en España, promovido mediante un proceso participativo con la comunidad local.
- CeroCO2.[4] [5]Creación de la primera plataforma en Iberoamérica para la compensación voluntaria de emisiones de carbono, inicialmente promovida en colaboración con Fundación Natura.
- Libro Blanco de la Responsabilidad Empresarial. Asesoramiento técnico -de manera colaborativa- de la Comisión de Trabajo y Asuntos Sociales del Congreso de los Diputados para la elaboración del Libro Blanco de la Responsabilidad Empresarial.
- Alianza por el Agua.[6] Promoción de una de las primeras alianzas público-privadas de España, siete años antes de que se aprobaran los ODS y el objetivo 17 que promueve estas alianzas (2008).
- Observatorio de Políticas Ambientales. Iniciativa lanzada en 2006 para analizar las políticas medioambientales en España, integrada por académicos y expertos.
- ZINNAE.[7] Creación del primer clúster en España dedicado a promover el uso eficiente del agua, en colaboración con administraciones y empresas.
- Pabellón El Faro - Expo 2008.[8] Coordinación del pabellón "El Faro: Pabellón de Iniciativas Ciudadanas" en la Expo 2008 de Zaragoza. Este fue el primer pabellón de ONG en una Exposición Universal, centrado en el derecho humano al agua. Movilizó a más de 350 organizaciones y recogió más de 100.000 firmas que se entregaron a Naciones Unidas, lo que contribuyó a la aprobación del derecho humano al agua dos años después.
- Ni un Hogar sin Energía. [9]Proyecto iniciado en 2013 para abordar la pobreza energética y mejorar la eficiencia energética en hogares españoles.
- Metodología SROI. [10]Uso y promoción del método de Retorno Social de las Inversiones (SROI) desde 2013, para medir el impacto social, ambiental y socioeconómico de las acciones y proyectos.
- Comunidad #PorElClima. [11] [12]Plataforma multiactor para impulsar la implementación del Acuerdo de París en España, en colaboración con entidades como Cruz Roja, SEO/BirdLife y Pacto Mundial de la ONU España.
- Hostelería #PorelClima[13][14]. Plataforma desarrollada junto con Coca-Cola y Hostelería de España para movilizar al sector hostelero en la lucha contra el cambio climático.
- Manifiesto por la Recuperación Sostenible.[15] Firmado por personas relevantes de los principales partidos políticos, los CEO de las principales empresas del IBEX (Ana Botín, Pablo Isla, Ignacio Galán), los dos Secretarios Generales de CCOO y UGT, científicos y académicos de gran reconocimiento, los directivos de las principales entidades sociales, y diferentes personalidades con el objetivo de que los fondos recibidos para dar salida a la crisis de la COVID-19 fuesen encauzados a medidas que integrasen la perspectiva climática (2020). Esta iniciativa fue evolucionando conforme se dio respuesta a la ya citada crisis, y derivó en un Acuerdo de País para la Adaptación al Cambio Climático, que busca evitar los daños, minimizar los impactos de la crisis climática, fortalecer la resiliencia y promover las oportunidades de una agenda de adaptación en beneficio de toda la sociedad (2022).
- Energía Común.[16] Iniciativa dirigida a generar un espacio para el conocimiento, el intercambio de experiencias, la creación de redes y la inteligencia colectiva que fomente la relación de comunidades energéticas con impacto ambiental y social.
- Empleo verde para la transición justa.  Promoción de la inserción laboral para una transición justa sin dejar a nadie atrás, fomentando el conocimiento de las competencias necesarias para estos nuevos empleos verdes, con especial atención a desempleados de colectivos o lugares con especiales dificultades para la inserción laboral. En este ámbito, es miembro de la Plataforma por el Empleo Verde (https://plataformaempleoverde.org/), cuyo objetivo último es contribuir al diseño de políticas y programas públicos.

A lo largo de su historia, ECODES ha sido reconocida por su capacidad para construir alianzas y generar consensos entre diversos actores, incluyendo administraciones públicas, empresas y organizaciones sociales. Su trabajo ha contribuido a la implementación de iniciativas innovadoras y a la promoción de un desarrollo más sostenible en España, Europa y Latinoamérica. La fundación continúa su trabajo con el objetivo de defender el medio ambiente y, en especial, acelerar la transición a una economía neutra en carbono, eficiente en recursos y socialmente inclusiva, enmarcada en una nueva gobernanza y la creación de alianzas.